# Olhugiri (Thaa)
Pour les articles homonymes, voir Olhugiri.
Olhugiri est une petite île inhabitée des Maldives. 

## Géographie
Olhugiri est située dans le centre des Maldives, au Nord-Est de l'atoll Kolhumadulu, dans la subdivision de Thaa. 